# Gottlieb Wernsdorf der Ältere

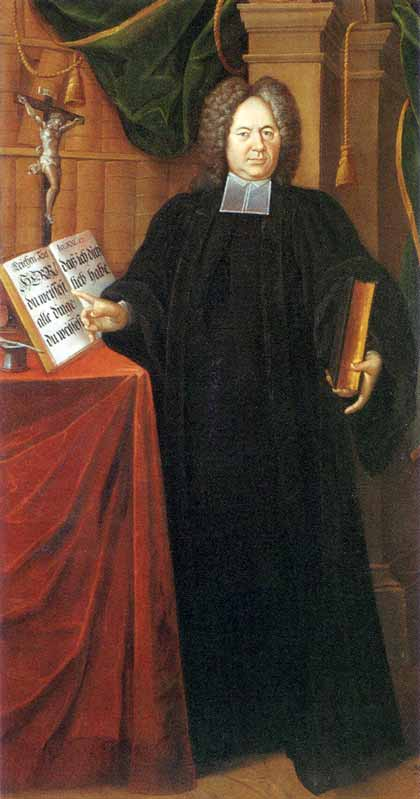
Gottlieb Wernsdorf der Ältere

Gottlieb Wernsdorf der Ältere (* 25. Februar 1668 in Schönewalde bei Herzberg; † 1. Juli 1729 in Wittenberg) war ein deutscher lutherischer Theologe und Historiker.

## Leben
Wernsdorfs Vorfahren stammten aus Böhmen und waren dort im Adelsstand gewesen. Aufgrund ihres evangelischen Glaubens wurden sie von dort vertrieben und fanden zunächst in Chemnitz ihre Heimat, wo auch der Urgroßvater Christoph Wernsdorf Pfarrer war. Sein Großvater Johann Wernsdorf und sein Vater Johann Nicolaus Wernsdorf wurden beide Pfarrer in Schönewalde. Seine Mutter Johanna Margarethe Mohl brachte zehn Kinder zur Welt, von denen Gottfried das sechste war. Nachdem er von seinem Vater bereits in frühesten Kindestagen unterrichtet worden war, besuchte er ab 1684 die Schule in Torgau, erwarb sich allerdings keine tiefergehende Bildung.
Kläglich vorgebildet, wie er einmal selber anmerkte, als er ausführte, dass er erst bei Schurzfleisch Latein richtig lernte, bezog er am 11. November 1686 die Universität Wittenberg. In Wittenberg fand er zunächst Unterkunft bei einem Anverwandten namens Michaelis, der im einstigen Franziskanerkloster, wo Hilfsbedürftige Zuflucht suchen konnten, lebte. Aus diesen ärmlichen Verhältnissen konnte sich Wernsdorf erst durch den Erwerb eines kurfürstlichen Stipendiums befreien. Aufgrund seines immensen Fleißes, mit dem er sich aus seiner Notlage lösen wollte, musste er sich auch öfter Spöttereien anderer nicht so emsiger Studenten anhören.
Wernsdorf konzentrierte sich auf das Studium der Rhetorik, der Grammatik, der Poesie, der Geschichte, der Philosophie und fand in den Lehrern Konrad Samuel Schurzfleisch, Christian Donati, Christian Röhrensee und anderen, Förderer seines Bestrebens. Unter dem Dekanat Daniel Sennerts konnte er 1689 seine Disputation „Theses eticas“ unter Röhrensee verteidigen und erwarb sich damit am 15. Oktober den akademischen Grad eines Magisters der Philosophie. Daraufhin nahm ihn Caspar Löscher als Lehrer seiner Kinder an, welche Tätigkeit er drei Jahre ausübte. Dabei erwarb er sich im Hause Löscher weitere Einsichten, so dass er mit weiteren Disputationen am 28. November 1696 eine Adjunktur an der philosophischen Fakultät beziehen konnte, als er mit der Dissertation "de Henotico Zenonis pro Loco" hervorgetreten war.
Obwohl er zunächst keine sonderlichen Ambitionen hegte und nur nebensächlich über Theologie traktierte, hörte er auch die Vorlesungen der damaligen Theologen der Universität Johann Deutschmann, Philipp Ludwig Hanneken, Caspar Löscher und Johann Georg Neumann. Bei seiner ersten eigenen Vorlesung kamen 16 Hörer und hörten seine Ausführungen über Logik, Moral und Geschichte. Nachdem die Menge seiner Hörer ungemein zunahm, strebte er eine Professur für Poetik an, die jedoch an Johann Wilhelm von Berger vergeben wurde. Wernsdorf hatte bei seinen Zuhörern in großer Gunst gestanden.
Sein größter Wunsch war es jedoch, ein Professor der historischen Wissenschaften zu werden, wofür er auch den Weg zur theologischen Professur aufgegeben hätte. Erst als der Oberhofprediger Samuel Benedict Carpzov, dessen Kinder er unterrichtete, ihm schrieb, dass er außerordentlicher Professor der Theologie werden sollte, fand in Wernsdorf ein Sinneswandel statt. Unter Neumann disputierte 1698 er mit der Abhandlung „De auctoritate librorum symbolicorum“, so dass er Kandidat an der theologischen Fakultät wurde, was einer akademischen Stufe eines Baccaulaureats der Theologie an anderen Universitäten entsprach.
Im Jahr darauf disputierte er am 21. Dezember 1699 erneut unter Neumann mit „de nexu & discrimine donorum gratiae“, um den nächst höchsten akademischen Grad eines Lizentiaten der Theologie zu erlangen. Knapp fünf Monate später promovierte er am 22. April 1700 zum Doktor der Theologie und wurde damit außerordentlicher Professor an der theologischen Fakultät in Wittenberg. Als Hanneken gestorben war, stieg er entsprechend der Universitätshierarchie 1706 zum ordentlichen Professor der theologischen Fakultät auf und übernahm mit der vierten theologischen Professur die Verwaltung der Euphorie der kurfürstlichen Stipendiaten. Im Jahr 1710 wurde er Propst an der Schlosskirche und übernahm damit die Assessorstelle im Wittenberger Konsistorium.
Als Caspar Löscher 1718 starb, übernahm Wernsdorf 1719 dessen Ämter: Er wurde erster Professor der Theologie und Senior an der theologischen Fakultät, dazu Generalsuperintendent der sächsischen Kurkreise und Pastor der Stadtkirche. Sein Ansehen als Theologe war so gewaltig, dass er mit dem Erhalt der Generalsuperintendentur auch noch den Titel eines Kirchenrats von Weißenfels erhielt. Diese Ämter hat er bis zu seinem Lebensende verwaltet. Zudem belegte er mehrfach das Dekanat der theologischen Fakultät und verwaltete das Rektorat der Universität 1712 und 1718 sowie im Wintersemester 1708 das gleichwertige Prorektorat.
Wernsdorf hat bei seinen Zuhörern in großer Gunst gestanden. Auch junge Studenten aus gehobenen Schichten und Adlige wusste er mit seinen Vorträgen zu begeistern, so dass er zuletzt auch ein Stipendiat des Geheimrats und Kanzlers Freiherr von Friesen erhalten hat. Wernsdorf konnte in seinen Vorträgen durch eine ordentlich deutliche und fließend lebhafte Art seine Hörer begeistern. Wenn er Sorgen und Nöte hatte, ließ er diese bei den Vorlesungen am Auditorium außen vor und widmete sich ganz seinen Ausführungen. Daher genoss er bei seinen Zuhörern nicht nur den Respekt, sondern auch das Ansehen und wurde von diesen als „Vater Wernsdorf“ tituliert. Da er jedermann aufrichtig und freundlich gegenüberstand konnte er in seinen Ausführungen auch mal an Schärfe zunehmen, ohne dass es ihm nachgetragen wurde.
Diese Anhänglichkeit der Menschen, die ihn verehrten, spiegeln sich auch den Überlieferungen seines Ablebens wider. Nachdem Wernsdorf im Juni 1729 erkrankt war, wurde sein gesundheitlicher Zustand zusehends schlechter, so dass er im Beisein betend und singend Umstehender, bei den Worten „und hilf uns selig sterben“ verstarb. An seinem Beisetzungstag erfolgte abends ein Fackelzug und in andächtiger Ruhe wurde er vor dem Altar der Stadtkirche, beim Grabe Balthasar Bebels beigesetzt. Am 10. Juli erfolgte ein öffentliches Leichenbegängnis, das so stark besucht war, dass die Stadtkirche die Menschen nicht fassten konnte, die ihre Trauer zum Ausdruck bringen wollten. Bei diesem Leichenbegängnis hat der damalige Archidiakon Andreas Charitius, über Joh. XXI. 17. gepredigt und Franz Woken sprach die Lobrede auf ihn in lateinischer Sprache. Woken verglich ihn dabei mit Martin Luther und viele andere Autoren verfassten in großer Zahl Leichengedichte auf ihn.

## Wirken
Als einer der bedeutendsten Wittenberger Theologen ist Wernsdorf Werkschaffen sehr umfangreich. Christian Heinrich Zeibich hat seine Dissertationen in zwei umfangreichen Bänden gesammelt (ursprünglich waren drei geplant) und herausgegeben. Dabei sind die verschiedensten Gebiete in den Abhandlungen vertreten. So zum Beispiel über Dogmatik, Ethik, Polemik, Kirchenpolitik, Reformationsgeschichte.
Obwohl er theologisch zu den milderen orthodoxen Lutheranern zu zählen ist, war er auch in die Kontroversen um die Reinhaltung der lutherischen Lehre eingebunden und vertrat dabei vehement die orthodox lutherische Haltung. So bezog er Stellung zu den Reformierten, Pietisten, Mystikern und hat sich mit den führenden Philosophen einen ausgedehnten Briefwechsel gepflegt. Dabei ist er auf manche Anfeindung gestoßen und hat sich manchem Widerspruch erwehren müssen. Seine ansehnliche Bibliothek ist im Juli 1730 auf einer Auktion versteigert worden.

## Familie
Aus seiner am 29. Juli 1710 in Wittenberg geschlossenen Ehe mit Margaretha Katharina (* 6.11.1693; † 29.8.1764 in Wittenberg), der Tochter des Fürstlichen Holsteinischen Geheimrats in Eutin Gregor Nitzsch und dessen Frau Catharina Eleonora Hanneken, gingen sieben Söhne hervor. Von diesen sind bekannt: Johann Wilhelm (* 15.5.1729 in Wittenberg; † 14.6.1733 ebd.), Johann Balthasar (* 3.4.1726 Wittenberg; † 22.1.1727 ebd.), Gottlieb Wernsdorf I., Ernst Friedrich Wernsdorf, Johann Ludwig Wernsdorf (* 8.11.1720 in Wittenberg, 25.2.1740 Uni. Wittenberg) ein Mathematiker und Ingenieur, Johann Christian Wernsdorf I. und Johann Gottfried Wernsdorf (* 3.1.1725 in Wittenberg, 4.10.1741 Uni. Wittenberg), der auch an der Universität Wittenberg Studien betrieb.